# Ignacio Hierro
Ignacio Hierro González es un exfutbolista mexicano, Jugaba de defensa para los equipos América, Club de Fútbol Atlante, Club Deportivo Guadalajara, Pachuca, León, entre otros. Actualmente ocupa el Cargo de Director de Selecciones en la Federación Costarricense de Fútbol.
Actualmente, desde diciembre de 2024, es director deportivo de la Selección de fútbol de Costa Rica. Anteriormente fungió como director deportivo del Sporting Football Club de Costa Rica, Club Atlas y Everton de Viña del Mar, director de Análisis de Rendimiento en el Pachuca y cómo director deportivo en el Club de Fútbol Atlante.

## Trayectoria
Debutó para el Club América el 8 de febrero de 1997, donde derrotaron al Puebla, 2-0.
Es un fuerte defensor que ha sido parte de las polémicas transferencias entre los eternos rivales Club América y Club Deportivo Guadalajara, ya que para el Invierno 1999 se unió al cuadro defensivo de las Chivas. Llega al Club de Fútbol Atlante en el Invierno 2000 y después a Pachuca en el Apertura 2002. Pasa a Monterrey para el Clausura 2003 y es campeón con los Rayados pero jugando realmente poco. Para el Apertura 2003 regresa con los Potros del Atlante, equipo en el que continua mostrando la fortaleza y el carácter que lo caracterizan. Para el Apertura 2004, ya nuevamente en ritmo, pasa al Puebla.
Se había convertido en un símbolo en Atlante, a pesar de que él no jugó mucho. Recientemente, jugó en 11 juegos para el equipo filial del Atlante el Potros Chetumal durante el Apertura 2008, como su vice-capitán Se retiró temprano en su carrera, debido a frecuentes lesiones, siendo operando en cinco cirugías en cinco años.

### Clubes
| Club                       | País                | Año         | Partidos | Goles | Media |
| -------------------------- | ------------------- | ----------- | -------- | ----- | ----- |
| Club América               | México              | 1997 - 1999 | 30       | 1     | 0.03  |
| Club Deportivo Guadalajara | México              | 1999 - 2000 | 13       | 0     | 0     |
| Club de Fútbol Atlante     | México              | 2000 - 2002 | 57       | 0     | 0     |
| Club de Fútbol Pachuca     | México              | 2002        | 10       | 0     | 0     |
| Club de Fútbol Monterrey   | México              | 2003        | 4        | 0     | 0     |
| Club de Fútbol Atlante     | México              | 2003 - 2004 | 18       | 0     | 0     |
| Acapulco FC (Cárnet)       | México              | 2004        | 1        | 0     | 0     |
| Puebla Fútbol Club         | México              | 2004 - 2005 | 17       | 0     | 0     |
| Club de Fútbol Atlante     | México              | 2005 - 2009 | 14       | 0     | 0     |
| Club León (Cedido)         | México              | 2005 - 2007 | 15       | 0     | 0     |
| Potros Chetumal (Cedido)   | México              | 2009        | 11       | 0     | 0     |
| Total en su carrera        | Total en su carrera | 1997 - 2009 | 190      | 1     | 0.01  |

## Selección nacional
Estuvo en el equipo mexicano Sub-20 de 1997 en el Campeonato juvenil celebrada en Malasia. Fue convocado 12 veces para el equipo mexicano, disputando la Copa Oro 2000 y la edición 2002 y la Copa América 2001.

### Participaciones en fases finales
| Competición                     | Categoría | Sede           | Resultado        | Partidos |
| ------------------------------- | --------- | -------------- | ---------------- | -------- |
| Copa Mundial de Fútbol de 1999  | Sub-20    | Malasia        | Octavos de final | 4        |
| Juegos Panamericanos 1999       | Sub-23    | Canadá         | Campeón          | 4        |
| Copa Carlsberg 2000             | Absoluta  | China          | Tercer lugar     | 2        |
| Copa de Oro de la Concacaf 2000 | Absoluta  | Estados Unidos | Cuartos de final | 3        |
| Copa América 2001               | Absoluta  | Colombia       | Subcampeón       | 1        |
| Copa de Oro de la Concacaf 2002 | Absoluta  | Estados Unidos | Cuartos de final | 2        |
| Total                           | –         | –              | –                | 16       |

### Partidos internacionales
| 1  | 20 de octubre de 1999 | Robertson Stadium, Estados Unidos             | Colombia          | 0–0 | Amistoso                        |
| 2  | 27 de octubre de 1999 | Qualcomm Stadium, Estados Unidos              | Ecuador           | 0–0 | Amistoso                        |
| 3  | 9 de enero de 2000    | O.co Coliseum, Estados Unidos                 | Irán              | 2–0 | Amistoso                        |
| 4  | 19 de enero de 2000   | Estadio de los Trabajadores, Japón            | Japón             | 1–0 | Copa Carlsberg 20000            |
| 5  | 8 de febrero de 2000  | Hong Kong, China                              | República Checa   | 1–2 | Copa Carlsberg 2000             |
| 6  | 13 de febrero de 2000 | Qualcomm Stadium, Estados Unidos              | Trinidad y Tobago | 4–0 | Copa de Oro de la Concacaf 2000 |
| 7  | 17 de febrero de 2000 | Los Angeles Memorial Coliseum, Estados Unidos | Guatemala         | 1-1 | Copa de Oro de la Concacaf 2000 |
| 8  | 20 de febrero de 2000 | Qualcomm Stadium, Estados Unidos,             | Canadá            | 1–2 | Copa de Oro de la Concacaf 2000 |
| 9  | 15 de julio de 2001   | Estadio Pascual Guerrero, Colombia            | Paraguay          | 0–0 | Copa América 2001               |
| 10 | 21 de enero de 2002   | Estadio Rose Bowl, Estados Unidos             | Guatemala         | 3–1 | Copa de Oro de la Concacaf 2002 |
| 11 | 26 de enero de 2002   | Estadio Rose Bowl, Estados Unidos             | Corea del Sur     | 0–0 | Copa de Oro de la Concacaf 2002 |
| 12 | 13 de febrero de 2002 | Qualcomm Stadium, Estados Unidos,             | Yugoslavia        | 1-2 | Amistoso                        |

## Palmarés

### Campeonatos nacionales
| Título          | Club         | País   | Año  |
| --------------- | ------------ | ------ | ---- |
| Torneo Clausura | CF Monterrey | México | 2003 |

### Campeonatos internacionales
| Título               | Club                       | País   | Año  |
| -------------------- | -------------------------- | ------ | ---- |
| Juegos Panamericanos | Selección de México sub-23 | Canadá | 1999 |